# أتلتيكو مدريد موسم 2015–16
كان موسم 2015–16 هو الموسم الخامس والثمانين لنادي أتلتيكو مدريد منذ تأسيسه والموسم التاسع والسبعين للنادي في الدوري الإسباني، أعلى دوري في كرة القدم الإسبانية. تنافس أتلتيكو في الدوري الإسباني وكأس الملك ودوري أبطال أوروبا. بدأ الموسم للنادي في 25 يوليو 2015 وانتهى في 28 مايو 2016.